# Зинченко, Андрей Петрович
Андрей Петрович Зинченко (род. 5 января 1972 года, Нальчик) — российский профессиональный шоссейный велогонщик. Победитель четырёх этапов Вуэльты Испании. Бронзовый призёр чемпионатов России в групповой (1995) и индивидуальной (2001) гонках.

## Спортивные достижения
1995
 Чемпионат России, групповая гонка — 3-е место
1998
Вуэльта Испании — этапы 13, 15 и 20
1999
Восхождение на Монжуик
2000
Вуэльта Испании — этап 14
2001
 Чемпионат России, индивидуальная гонка — 3-е место
Тур Португалии — этап 6 и 2-е место в общем зачёте
2002
Вуэльта Астурии — этап 2
2003
Вольта Алентежу — этап 2 и генеральная классификация
2004
Вуэльта Эстремадуры — этап 4b